# Ol' Rag Blues
Ol' Rag Blues è una canzone prodotta dalla rock band inglese Status Quo, tratta dall'album Back to Back e pubblicata come singolo nel settembre del 1983.

## La canzone
Composto dal bassista Alan Lancaster, è uno dei brani più controversi della carriera del longevo gruppo inglese. Infatti, quando la canzone è già stata incisa con la voce principale dello stesso Alan, Francis Rossi, all'insaputa degli altri, ne incide una versione con la sua voce che viene molto più apprezzata dalla casa discografica e pubblicata come versione ufficiale. Per la band è solo l'inizio di una serie di tensioni interne che porteranno allo scioglimento nel 1985.
La versione con la voce originale di Alan Lancaster si trova inclusa quale bonus track nella ristampa dell'album Back to Back pubblicata nel 2006.
Il brano sale al n. 9 nelle classifiche del Regno Unito divenendo il 27° hit single della band.

## Tracce
1. Ol' Rag Blues - 2:51 - (Lancaster/Lamb)
2. Stay The Night - 3:20 - (Rossi/Miller/Frost)

## Formazione
- Francis Rossi (chitarra solista, voce)
- Rick Parfitt (chitarra ritmica, voce)
- Andy Bown (tastiere, chitarra, armonica a bocca, cori)
- Alan Lancaster (basso, voce)
- Pete Kircher (percussioni)

## British singles chart
| Posizione | 24 | 11 | 9 | 10 | 20 | 29 | 41 | 61 | uscito |